# Fluorölsäure
Fluorölsäure ist eine natürlich vorkommende, ungesättigte und fluorierte Fettsäure.

## Vorkommen
Fluorölsäure kommt, neben einigen anderen ω-fluorsubstituierten Fettsäuren, zu etwa 10–20 % im Samenöl von Dichapetalum toxicarium vor, einer in Westafrika verbreiteten Pflanze.

## Biosynthese
Dichapetalum toxicarium kann im Gegensatz zu vielen anderen Pflanzen sehr viel mehr Fluorid akkumulieren, selbst wenn der Gehalt im Boden nicht besonders hoch ist. In jungen Blättern wird daraus Monofluoracetat gebildet, welches in Blättern um die Blüten gelagert wird. Bei der Bildung von Samen wird das Fluoracetat dorthin transferiert und in langkettige fluorierte Fettsäuren, darunter Fluorölsäure, umgewandelt.

## Gewinnung und Darstellung
Eine Synthese der Verbindung geht von 8-Fluoroctanol aus, welcher zuerst mit Phosphortribromid umgesetzt wird. Das Produkt dieser Reaktion wird als Nächstes mit Natriumacetylid in Xylol/DMF umgesetzt. Als Nächstes erfolgt die Reaktion mit 1-Chlor-7-iodheptan und metallischem Lithium in flüssigem Ammoniak und schließlich mit Natriumcyanid in DMSO, wodurch das Nitril der Fluorölsäure erhalten wird. Dieses kann mit Wasserstoffperoxid und Kaliumhydroxid in Aceton zum Amid umgesetzt werden und dann Kaliumhydroxid in Ethanol zur Carbonsäure. Durch Lindlar-Hydrierung kann die Dreifachbindung in eine (Z)-Doppelbindung umgewandelt werden.
Fluorölsäure kann aus Dichapetalum toxicarium isoliert werden. Eine Chromatographiemethode, die für die Trennung von fluorierten Fettsäuren optimiert ist, wurde publiziert.
Die Iodzahl beträgt 84,5 und die Säurezahl 186,7.

## Toxikologie
Die Fluorölsäure ist für die Giftigkeit der Früchte von Dichapetalum toxicarium verantwortlich, welche auch als Rattengift verwendet wurden. Orale LD50-Werte von Fluorölsäure für verschiedene Tiere wurden bestimmt, diese betragen 6 mg/kg für Ratten, 1,5 mg/kg für Meerschweinchen, 2,5 mg/kg für Tauben, 0,5 mg/kg für Kaninchen und 2 mg/kg für Schafe. In vielen Fällen trat der Tod verzögert und plötzlich ein, vermutlich durch Herzstillstand.